# Saison 2012-2013 de l'Amiens SC
Maillots
Chronologie
Saison précédente Saison suivante
La saison 2012-2013 de l'Amiens SC est la saison sportive de juillet 2012 à juin 2013 de l'Amiens SC, club de football professionnel français basé à Amiens.
Cette saison voit le club évoluer dans trois compétitions : le Championnat de France National, troisième niveau du football français, à la suite de sa relégation dans cette division après sa 20e place obtenue en Ligue 2 lors de la saison précédente, la Coupe de France, qu'il commence au 5e tour et la Coupe de la Ligue, qu'il commence au 1er tour.

## Avant-saison
Lors de la saison précédente, l'Amiens SC termine à la 20e et dernière place de Ligue 2, et est par conséquent relégué en National, troisième niveau du football français, pour la saison 2012-2013. Le club est officiellement relégué en National dès la fin de la 34e journée le 27 avril 2012. Bernard Joannin, le président de l'Amiens SC, annonce alors que Ludovic Batelli ne sera plus l'entraîneur de l'équipe pour la saison 2012-2013, et donne le nom du nouvel entraineur le 11 mai 2012 au soir de la 37e journée. Il s'agit de Francis De Taddeo, qui avait précédemment entrainé le FC Metz.
L'équipe de l'Amiens SC reprend l'entrainement le 25 juin, en présence des deux premières recrues de l'équipe, Romain Beynié et Jonathan Lacourt. Francis De Taddeo déclare à cet effet que le groupe est complet à 80-85 %. Le dimanche 1er juillet, l'équipe part en stage de pré-saison à Vittel pour une semaine. Ce stage est basé selon les dires de Francis De Taddeo sur l’amélioration des qualités physiologiques et des comportements tactiques. En clôture de ce stage, l'Amiens SC s'incline 1 but à 0 contre l'US Raon l'Étape, club de CFA, lors du premier match amical de pré-saison. Le but victorieux est marqué sur penalty à la suite d'une main dans la surface de réparation du milieu amiénois Gregory Poirier. L'Amiens SC dispute par la suite trois autres matches amicaux contre des clubs de National. Tout d'abord, contre l'US Orléans, l'ASC s'impose 4 buts à 0, puis fait match nul 0-0 contre l'US Quevilly une semaine plus tard. Lors de son dernier match amical, l'Amiens SC s'impose largement au stade de la Licorne contre le Paris FC par 7 buts à 0. L'Amiens SC termine donc ses matches amicaux avec un bilan de deux victoires, un match nul et une défaite, pour onze buts marqués pour un seul encaissé.
| Date         | Lieu       | Équipe 1  | Score | Équipe 2              | Buteurs de l'Amiens SC                                                 |
| ------------ | ---------- | --------- | ----- | --------------------- | ---------------------------------------------------------------------- |
| sam 07/07/12 | Vittel     | Amiens SC | 0-1   | US Raon l'Étape (CFA) |                                                                        |
| ven 13/07/12 | Camon      | Amiens SC | 4-0   | US Orléans (N)        | Jonathan Lacourt Jonathan Kodjia Loïc Puyo                             |
| ven 20/07/12 | Neutchâtel | Amiens SC | 0-0   | US Quevilly (N)       |                                                                        |
| ven 27/07/12 | Amiens     | Amiens SC | 7-0   | Paris FC (N)          | 21e 51e 64e J. Kodjia 23e Beynié 71e Raynier 75e Bazile 84e M'Changama |

Du côté de l'effectif professionnel, le club enregistre l'arrivée de cinq joueurs avant le début du championnat pour douze départs. L'encadrement technique de l'équipe est entièrement modifié par rapport à celui de l'année dernière. Francis De Taddeo est nommé entraîneur de l'équipe, en remplacement de Ludovic Batelli qui était en place depuis trois saisons. Il avait précédemment entraîné le FC Metz et était devenu champion de France de Ligue 2 en 2007. De Taddeo choisi comme entraîneur adjoint Stéphane Léoni, tout juste joueur professionnel retraité du club luxembourgeois du FC Differdange. Léoni a été entrainé par De Taddeo au FC Metz et est également champion de France de Ligue 2 2007. Jean-Marc Sibille est nommé entraîneur des gardiens une semaine avant le début du championnat. Passé en 2e division par l'AS Beauvais et l'ES Wasquehal, Sibille était sans club depuis deux ans.

## Joueurs et encadrement technique

### Effectif
Source : amiensfootball.com
Le tableau suivant reprend l'ensemble des joueurs ayant été sous contrat professionnel lors de la saison, y compris les joueurs du centre de formation ayant signé un contrat en cours de saison.

### Transferts

#### Mercato d'été
| Nom              | Poste     | Statut             | Provenance            | Nom                  | Poste     | Statut              | Destination               |
| ---------------- | --------- | ------------------ | --------------------- | -------------------- | --------- | ------------------- | ------------------------- |
| Arrivées         | Arrivées  | Arrivées           | Arrivées              | Départs              | Départs   | Départs             | Départs                   |
| Romain Beynié    | Milieu    | Transfert          | Luzenac AP (N)        | Karim Meliani        | Milieu    | Transfert           | Red Star (N)              |
| Jonathan Kodjia  | Attaquant | Prêt               | Stade de Reims (L1)   | Paul Delecroix       | Gardien   | Transfert définitif | Chamois niortais (L2)     |
| Jonathan Lacourt | Milieu    | Transfert          | LB Châteauroux (L2)   | Dimitri Mohamed      | Milieu    | Transfert           | Mouscron (D2)             |
| Franck L'Hostis  | Gardien   | Transfert          | AS Monaco (L2)        | Landry Bonnefoi      | Gardien   | Fin de contrat      | SC Bastia (L1)            |
| Oumar Pouye      | Milieu    | Transfert          | FC Metz (N)           | Ousseynou Cissé      | Défenseur | Fin de contrat      | Dijon FCO (L2)            |
| Flavien Belson   | Défenseur | Transfert          | US Dives              | Alexandre Durimel    | Défenseur | Fin de contrat      |                           |
| Dieylani Fall    | Attaquant | Transfert          | AJ Auxerre (L1)       | Manassé Enza-Yamissi | Défenseur | Fin de contrat      | FC Petrolul Ploiești (D1) |
| Benjamin Morel   | Milieu    | Fin de contrat     | Clermont Foot (L2)    | Abdellah Kharbouchi  | Milieu    | Fin de contrat      |                           |
|                  |           |                    |                       | Jonas Martin         | Milieu    | Retour de prêt      | Montpellier HSC (L1)      |
| Belkacem Zobiri  | Milieu    | Fin de contrat     |                       |                      |           |                     |                           |
| Lamine Djaballah | Attaquant | Fin de contrat     | US Forézienne (CFA 2) |                      |           |                     |                           |
| Rafik Saïfi      | Attaquant | Fin de contrat     | Retraite sportive     |                      |           |                     |                           |
| Uros Djeric      | Attaquant | Rupture de contrat |                       |                      |           |                     |                           |
| Yoann Touzghar   | Attaquant | Prêt               | RC Lens (L2)          |                      |           |                     |                           |

Légende : 
 L1 : Ligue 1 
 L2 : Ligue 2 
 N : National 
 CFA 2 : Amateur 2 
 D1 : Division 1 
 D2 : Division 2 
Le premier joueur recruté par l'Amiens SC pour cette saison est Romain Beynié. En provenance de Luzenac AP, il signe pour deux saisons. Beynié a été formé à l'Olympique lyonnais - où il dispute une rencontre de Ligue des champions - et a de plus fréquenté les sélections de jeune de l'équipe de France. Le 22 juin, le milieu offensif Jonathan Lacourt signe un contrat de un an plus deux ans en cas d'accesion à la Ligue 2. Il n'a disputé que trois matchs sur les trois dernières saisons, à la suite d'une double fracture tibia-péroné. Le 27 juin, le club annonce le prêt de Jonathan Kodjia par le Stade de Reims. Cet attaquant avait déjà été prêté la saison dernière, à l'AS Cherbourg. Il avait inscrit trois buts en seize matches. Le quatrième joueur recruté par le club est le gardien Franck L'Hostis. Il signe en provenance de l'AS Monaco, où il jouait dans l'équipe réserve. Le joueur avait été prêté la saison précédente au FC Martigues et avait joué vingt-neuf matches. Le dernier joueur à rejoindre le club avant le début du championnat est le milieu Oumar Pouye en provenance du FC Metz. Il a déjà connu deux montées au cours de sa carrière avec l'Évian TGFC. Après quatre journées, l'Amiens SC officialise l'arrivée au club du défenseur Flavien Belson. Le 4 septembre 2012, soit le dernier jour du mercato d'été, l'attaquant Dieylani Fall signe au club pour une durée de deux saisons plus une en option si l'Amiens SC monte en Ligue 2 à l'issue de cette saison. Ces deux dernières recrues du mercato avaient déjà été sous les ordres de l'entraîneur Francis De Taddeo,, respectivement aux centres de formation du FC Metz et de l'AJ Auxerre. Le dernier joueur à rejoindre le club est le milieu offensif Benjamin Morel, qui signe son contrat la veille de la 7e journée.
Du côté des départs, l'Amiens SC se sépare de douze joueurs. Parmi eux figurent plusieurs joueurs majeurs de la saison précédente, comme le gardien Landry Bonnefoi, en fin de contrat et qui rejoint le SC Bastia, l'attaquant Rafik Saïfi, qui prend sa retraite sportive, mais aussi Belkacem Zobiri, Lamine Djaballah et Abdellah Kharbouchi, qui se retrouve même au chômage. De plus, le club vend Dimitri Mohamed, formé au club, au club belge du Royal Mouscron-Péruwelz, Ousseynou Cissé, qui signe un contrat de trois ans au Dijon FCO, et Manassé Enza-Yamissi, qui signe un contrat de trois ans au club de première division roumaine du FC Petrolul Ploiești. D'autre part, Jonas Martin retourne de prêt au Montpellier HSC, Champion de France 2012, et le gardien formé au club Paul Delecroix est définitivement transféré aux Chamois niortais. Karim Meliani et Alexandre Durimel, peu utilisés la saison précédente, ne sont pas conservés dans l'effectif. Meliani rebondit au Red Star. Le 20 août, l'attaquant Yoann Touzghar est prêté au RC Lens en Ligue 2. Le prêt intervient après la troisième journée de National, après que Touzghar marque le but de la victoire contre le FC Rouen.

#### Mercato d'hiver
| Nom              | Poste    | Statut    | Provenance                  | Nom                  | Poste     | Statut             | Destination |
| ---------------- | -------- | --------- | --------------------------- | -------------------- | --------- | ------------------ | ----------- |
| Arrivées         | Arrivées | Arrivées  | Arrivées                    | Départs              | Départs   | Départs            | Départs     |
| Romain Ciaravino | Milieu   | Transfert | Stade lavallois (L2)        | Jean-Charles Cirilli | Défenseur | Rupture de contrat |             |
| Pape M'Bow       | Milieu   | Prêt      | Olympique de Marseille (L1) | Benjamin Morel       | Milieu    | Rupture de contrat |             |

## Compétitions

### Championnat National
Source : fff.fr 
| J.  | Date                | Cla. | Équipe domicile      | Score   | Équipe extérieure    | Buteurs de l'Amiens SC                                                      | Diffuseur            |
| --- | ------------------- | ---- | -------------------- | ------- | -------------------- | --------------------------------------------------------------------------- | -------------------- |
| 1er | ven 03/08/12, 20h   | 12   | Amiens SC            | 1-1     | SR Colmar            | 46e Oumar Pouye                                                             | FFF TV               |
| 2e  | ven 10/08/12, 20h   | 16   | Red Star             | 1-0     | Amiens SC            |                                                                             | -                    |
| 3e  | ven 17/08/12, 20h   | 5    | Amiens SC            | 1-0     | FC Rouen             | 84e Yoann Touzghar                                                          | FFF TV               |
| 4e  | ven 24/08/12, 20h   | 4    | Paris FC             | 2-3     | Amiens SC            | 6e Jonathan Lacourt 11e Jonathan Kodjia 35e Thomas Mienniel                 | -                    |
| 5e  | ven 31/08/12, 20h   | 3    | Amiens SC            | 3-0     | CA Bastia            | 56e Jonathan Kodjia 60e Jonathan Lacourt 69e Jonathan Lacourt               | -                    |
| 6e  | ven 07/09/12, 20h   | 3    | US Orléans           | 0-2     | Amiens SC            | 29e Romain Beynié 62e Jonathan Kodjia                                       | -                    |
| 7e  | ven 14/09/12, 20h   | 3    | Amiens SC            | 1-1     | AS Cherbourg         | 38e Mohamed M'Changama                                                      | -                    |
| 8e  | mar 18/09/12, 20h   | 5    | US Boulogne          | 1-1     | Amiens SC            | 68e (pen.) Oumar Pouye                                                      | -                    |
| 9e  | ven 21/09/12, 20h   | 6    | Amiens SC            | 0-1     | Vannes OC            |                                                                             | -                    |
| 10e | ven 29/09/12, 20h30 | 7    | FC Metz              | 3-1     | Amiens SC            | 79e (pen.) Oumar Pouye                                                      | FFF TV, Mirabelle TV |
| 11e | ven 05/10/12, 20h   | 9    | Amiens SC            | 0-1     | Luzenac AP           |                                                                             | -                    |
| 12e | ven 19/10/12, 19h   | 8    | US Quevilly          | 0-0     | Amiens SC            |                                                                             | -                    |
| 13e | ven 02/11/12, 20h   | 12   | Amiens SC            | 1-4     | US Créteil           | 41e Jonathan Kodjia                                                         | FFF TV               |
| 14e | sam 10/11/12, 15h   | 13   | ES Uzès              | 1-1     | Amiens SC            | 22e Jonathan Kodjia                                                         | -                    |
| 15e | ven 23/11/12, 20h   | 11   | Amiens SC            | 3-1     | SAS Épinal           | 8e Hervé Bazile 43e Loïc Puyo 74e Hervé Bazile                              | -                    |
| 16e | sam 01/12/12, 19h   | 12   | Fréjus-Saint-Raphaël | 2-0     | Amiens SC            |                                                                             | -                    |
| 17e | ven 14/12/12, 20h   | 9    | Amiens SC            | 3-0     | Le Poiré-sur-Vie     | 16e Loïc Puyo 74e Hervé Bazile 89e Jonathan Kodjia                          | -                    |
| 18e | ven 21/12/12, 20h   | 9    | Amiens SC            | 1-1     | USJA Carquefou       | 70e Jonathan Kodjia                                                         |                      |
| 19e | ven 11/01/13, 19h30 | 7    | FC Bourg-Péronnas    | 0-2     | Amiens SC            | 36e Loïc Puyo 47e Thomas Mienniel                                           |                      |
| 20e | ven 18/01/13        | 8    | Amiens SC            | reporté | Red Star             |                                                                             |                      |
| 21e | sam 26/01/13        | 8    | FC Rouen             | reporté | Amiens SC            |                                                                             |                      |
| 22e | ven 01/02/13, 20h   | 6    | Amiens SC            | 3-2     | Paris FC             | 8e (pen.) Hervé Bazile 12e Hervé Lybohy 86e Jonathan Kodjia                 |                      |
| 20e | mar 05/02/13, 20h   | 5    | Amiens SC            | 1-0     | Red Star             | 18e Oumar Pouye                                                             |                      |
| 23e | sam 09/02/13, 18h   | 7    | CA Bastia            | 1-0     | Amiens SC            |                                                                             |                      |
| 24e | ven 15/02/13, 20h   | 5    | Amiens SC            | 3-0     | US Orléans           | 58e Oumar Pouye 78e (pen.) Oumar Pouye 90+1e Jonathan Kodjia                |                      |
| 25e | ven 22/02/13, 20h   | 5    | AS Cherbourg         | 0-3     | Amiens SC            | 43e Romain Ciaravino 49e Jonathan Lacourt 90e Kévin Koubemba                |                      |
| 26e | ven 01/03/13, 20h   | 6    | Amiens SC            | 0-2     | US Boulogne          |                                                                             |                      |
| 27e | ven 08/03/13, 20h   | 7    | Vannes OC            | 1-1     | Amiens SC            | 52e Hervé Bazile                                                            |                      |
| 28e | mar 19/03/13, 20h   | 7    | Amiens SC            | 1-1     | FC Metz              | 13e Hervé Lybohy                                                            |                      |
| 29e | sam 23/03/13, 19h15 | 4    | Luzenac AP           | 0-1     | Amiens SC            | 7e Pape M'Bow                                                               |                      |
| 30e | ven 29/03/13, 20h   | 4    | Amiens SC            | 1-2     | US Quevilly          |                                                                             |                      |
| 31e | ven 05/04/13, 20h   | 6    | US Créteil           | 1-1     | Amiens SC            |                                                                             |                      |
| 21e | mar 09/04/13, 20h   | 6    | FC Rouen             | 1-0     | Amiens SC            |                                                                             |                      |
| 32e | sam 13/04/13, 20h   | 8    | Amiens SC            | 1-2     | ES Uzès              |                                                                             |                      |
| 33e | sam 20/04/13, 18h30 | 9    | SAS Épinal           | 2-2     | Amiens SC            | 10e Masse MBaye 84e Dieylani Fall                                           |                      |
| 34e | ven 26/04/13, 20h   | 10   | Amiens SC            | 0-1     | Fréjus-Saint-Raphaël |                                                                             |                      |
| 35e | sam 04/05/13, 18h   | 9    | Le Poiré-sur-Vie     | 0-1     | Amiens SC            | 7e Jonathan Lacourt                                                         |                      |
| 36e | sam 11/05/13, 20h   | 9    | USJA Carquefou       | 1-1     | Amiens SC            | 37e Jonathan Lacourt                                                        |                      |
| 37e | ven 17/05/13, 20h   | 9    | Amiens SC            | 0-0     | FC Bourg-Péronnas    |                                                                             |                      |
| 38e | ven 24/05/13, 20h   | 9    | SR Colmar            | 1-4     | Amiens SC            | 40e Jordan Pierre-Charles 56e Loïc Puyo 63e Marvin Baudry 83e Dieylano Fall |                      |

### Coupe de France
Source : fff.fr 
| Tour    | Date              | Équipe domicile    | Score         | Équipe extérieure | Buteurs de l'Amiens SC                     |
| ------- | ----------------- | ------------------ | ------------- | ----------------- | ------------------------------------------ |
| 5e tour | sam 13/10/12, 16h | US Chevrières (PH) | 1-2 a.p.      | Amiens SC         | 22e Jonathan Lacourt 112e Oualid El Hajjam |
| 6e tour | ven 26/10/12, 20h | Amiens SC          | 2-2 (3-5) tab | AS Beauvais (CFA) | 59e Jonathan Kodjia 94e Dieylani Fall      |

### Coupe de la Ligue

#### Parcours
Source : lfp.fr 
| Tour     | Date              | Équipe domicile | Score | Équipe extérieure | Buteurs et passeurs de l'Amiens SC |
| -------- | ----------------- | --------------- | ----- | ----------------- | ---------------------------------- |
| 1er tour | mar 07/08/12, 20h | Amiens SC       | 1-2   | AJ Auxerre L2     | 55e Jonathan Lacourt               |

#### Résumé
Entre les deux premières journées du championnat National, l'Amiens SC reçoit l'AJ Auxerre pour le compte du 1er tour de la Coupe de la Ligue. L'équipe, entrainée par Jean-Guy Wallemme, évolue en Ligue 2, soit un niveau au-dessus des amiénois. Ce match intervient après que l'Amiens SC a concédé un match nul décevant un but partout à domicile face au SR Colmar. L'entraineur Francis De Taddeo déclare alors qu'« [ils doivent] être ambitieux, mais pas prétentieux » et que « c'est un bonus qu'[ils vont] offrir à [leurs] supporters en espérant leur montrer quelque chose de meilleur que devant Colmar ». Devant un public peu nombreux de moins de 2 500 spectateurs, l'AJ Auxerre ouvre le score à la demi-heure de jeu, puis double le score en début de seconde période. À l'heure de jeu, Jonathan Lacourt reprend victorieusement un centre de Yoann Touzghar et permet à son équipe de réduire le score. L'Amiens SC ne parvient pas à égaliser et s'incline finalement 2 buts à 1, et est éliminé de la compétition.

## Statistiques

### Temps de jeu
| Poste | Joueur         | 1  | C1 | 2  | 3  | 4  | 5  | 6  | 7  | 8  | 9  | 10 | 11 | F1  | 12 | F2  | 13 | 14 | 15 | 16 | 17 | 18 | 19 | 22 | 20 | 23 | 24 | 25 | 26 | 27 | 28 | 29 | 30 | 31 | 21 | 32 | 33 | 34 | 35 | 36 | 37 | 38 |
| ----- | -------------- | -- | -- | -- | -- | -- | -- | -- | -- | -- | -- | -- | -- | --- | -- | --- | -- | -- | -- | -- | -- | -- | -- | -- | -- | -- | -- | -- | -- | -- | -- | -- | -- | -- | -- | -- | -- | -- | -- | -- | -- | -- |
| G     | Ruffier        |    | 90 |    |    |    |    |    |    |    |    |    |    | 120 |    | 120 |    |    |    |    |    |    |    |    |    |    |    |    |    | 90 | 90 |    |    |    |    |    |    |    |    |    |    |    |
| G     | L'Hostis       | 90 |    | 90 | 90 | 90 | 90 | 90 | 90 | 90 | 90 | 90 | 90 |     | 90 |     | 90 | 90 | 90 | 90 | 90 | 90 | 90 | 90 | 90 | 90 | 90 | 90 | 90 |    |    | 90 | 90 | 90 | 90 | 90 | 90 | 90 | 90 | 90 | 90 | 90 |
| D     | Ielsch         | 90 | 45 | 90 | 90 | 90 | 90 | 90 | 90 | 90 | 90 | 90 | 16 | 120 | 90 | 120 | 90 | 90 |    |    | 45 | 86 | 90 | 90 | 90 | 90 | 90 | 90 | 90 | 90 | 88 | 90 | 90 | 90 |    | 90 |    |    |    |    |    |    |
| D     | Lybohy         | 90 | 90 | 90 | 90 | 90 | 90 | 90 | 90 | 90 | 90 | 90 |    | 120 | 90 | 120 | 90 | 90 | 90 | 90 | 90 | 90 | 90 | 90 | 90 | 90 | 90 | 90 | 90 | 90 | 90 | 37 |    |    | 13 |    |    | 90 | 90 | 90 | 90 | 90 |
| D     | Mienniel       | 90 | 90 | 90 | 90 | 90 | 90 | 90 | 90 | 90 | 90 | 90 | 90 | 120 | 90 | 120 | 90 | 90 |    |    | 45 | 90 | 90 |    |    |    |    |    |    |    |    |    |    | 90 |    | 40 | 90 | 90 |    |    |    |    |
| D     | M'Bow          |    |    |    |    |    |    |    |    |    |    |    |    |     |    |     |    |    |    |    |    |    |    |    | 90 | 90 | 90 | 90 | 77 | 90 | 90 | 90 | 90 |    | 90 | 90 | 90 |    | 90 | 90 | 90 | 90 |
| D     | Baudry         |    |    |    |    |    |    |    |    |    |    |    |    |     |    |     |    | 90 | 90 |    |    |    |    | 60 |    |    |    |    |    |    |    | 8  |    | 90 | 73 |    |    |    | 3  |    |    | 90 |
| D     | Belson         |    |    |    |    |    |    |    |    |    |    |    | 90 |     | 90 | 96  |    |    | 90 | 90 | 90 |    |    |    |    |    |    |    |    |    |    |    |    |    |    |    |    |    |    |    |    | 90 |
| D     | Mainfroi       | 90 | 45 |    |    | 10 |    |    | 1  |    |    | 19 | 74 | 85  |    | 24  |    |    |    |    | 90 | 90 | 88 | 90 | 90 |    | 90 | 90 | 90 | 90 | 90 | 90 | 90 |    |    | 90 |    |    |    |    |    |    |
| D     | Bourbier       |    |    |    |    |    |    |    |    |    |    |    |    |     |    |     | 90 | 87 |    | 31 |    |    |    |    |    | 90 |    |    |    |    |    |    |    | 90 | 90 | 41 | 90 | 90 | 90 | 90 | 90 | 81 |
| D     | Pierre-Charles |    |    |    |    |    |    |    |    |    |    |    |    |     |    |     |    |    | 90 | 89 |    | 4  | 2  |    |    |    |    |    |    | 90 | 90 | 90 | 90 | 71 | 90 | 41 | 90 | 90 |    | 90 | 90 | 73 |
| D     | Cirilli        |    | 90 | 90 | 90 | 90 | 90 | 90 | 90 | 90 | 90 | 71 | 90 | 120 | 90 | 90  | 80 |    | 13 |    |    |    |    |    |    |    |    |    |    |    |    |    |    |    |    |    |    |    |    |    |    |    |
| M     | Paul           | 90 | 90 | 90 | 90 | 90 | 90 | 90 | 90 | 90 | 90 | 90 | 90 |     | 90 | 120 | 90 | 13 | 90 | 90 | 90 | 90 | 90 | 90 | 90 | 84 | 90 | 90 | 90 |    | 90 | 72 |    | 90 | 90 | 90 | 90 | 90 | 90 | 90 | 90 | 90 |
| M     | Poirier        | 29 |    | 60 | 90 | 31 | 7  | 90 |    | 90 |    | 58 |    |     |    |     |    | 90 |    | 45 | 90 | 90 | 90 | 90 | 8  | 56 | 7  | 11 |    |    |    |    |    |    |    |    |    |    |    |    |    |    |
| M     | Puyo           | 90 | 90 |    |    | 73 | 7  | 36 | 21 | 1  | 64 |    |    |     |    | 120 | 90 | 77 | 89 | 90 | 90 | 89 | 79 | 90 | 90 | 90 | 90 | 81 | 90 | 90 | 20 | 90 | 90 | 90 |    | 49 | 82 |    | 90 | 90 | 81 | 77 |
| M     | Beynié         | 61 |    | 90 | 90 | 90 | 90 | 90 | 90 | 90 | 26 | 90 | 90 | 35  | 90 |     |    | 26 | 90 | 90 |    |    |    |    |    |    |    |    |    |    |    |    |    |    |    |    |    |    |    |    |    |    |
| M     | Lacourt        | 18 | 90 | 6  | 13 | 80 | 83 | 84 | 69 | 22 | 73 | 62 |    | 120 | 62 |     | 10 |    |    |    |    | 90 | 90 | 74 | 22 | 90 | 83 | 79 | 35 |    | 90 | 82 | 79 | 25 | 90 | 49 |    |    | 90 | 90 | 62 |    |
| M     | Pouye          | 72 | 14 | 84 | 77 | 90 | 83 | 54 | 90 | 68 | 90 | 90 | 90 | 120 | 88 | 120 | 90 | 90 | 77 | 83 | 61 |    | 11 | 32 | 82 | 90 | 86 | 90 | 73 | 90 |    |    | 90 | 65 | 86 | 90 | 90 | 90 | 87 |    | 28 |    |
| M     | Sanches        |    |    |    |    |    |    |    |    |    |    |    | 5  | 75  |    |     |    |    | 1  | 1  | 29 | 35 | 12 | 16 | 55 | 34 | 73 | 9  | 17 | 90 | 82 | 18 | 53 |    |    |    | 25 | 10 |    |    |    |    |
| M     | El Hajjam      |    |    |    |    |    |    |    |    |    |    |    |    | 120 | 2  |     |    |    |    |    |    |    |    |    |    |    |    |    |    |    |    |    |    |    |    |    | 90 | 90 | 90 | 90 | 90 | 90 |
| M     | Ciaravino      |    |    |    |    |    |    |    |    |    |    |    |    |     |    |     |    |    |    |    |    |    |    |    | 68 |    | 17 | 86 | 55 | 8  | 8  |    | 37 | 9  | 17 |    |    |    |    |    |    |    |
| M     | Moison         |    |    |    |    |    |    |    |    |    |    |    |    |     |    |     |    |    |    |    |    |    |    |    |    |    |    |    |    |    |    |    |    |    |    |    | 8  |    |    |    |    |    |
| M     | Labhiri        |    |    |    |    |    |    |    |    |    |    |    |    |     |    |     |    |    |    |    |    |    |    |    |    |    |    |    |    |    |    |    |    |    |    |    |    |    |    |    |    | 13 |
| M     | Saha           |    |    |    |    |    |    |    |    |    |    |    |    |     |    |     |    |    |    |    |    |    |    |    |    |    |    |    |    |    |    |    |    |    |    |    |    |    |    |    |    | 9  |
| M     | Morel          |    |    |    |    |    |    |    |    |    | 17 | 28 | 32 |     | 12 | 73  | 81 |    |    |    | 12 |    |    |    |    |    |    |    |    |    |    |    |    |    |    |    |    |    |    |    |    |    |
| A     | Touzghar       |    | 76 |    | 89 |    |    |    |    |    |    |    |    |     |    |     |    |    |    |    |    |    |    |    |    |    |    |    |    |    |    |    |    |    |    |    |    |    |    |    |    |    |
| A     | Bazile         | 86 |    | 65 |    |    |    |    |    |    | 51 |    |    |     |    |     |    | 64 | 88 | 45 | 78 | 55 | 78 | 58 | 35 |    |    |    | 90 | 90 | 70 | 86 | 90 | 81 | 70 | 90 | 65 | 80 |    |    |    |    |
| A     | Raynier        | 4  | 90 | 30 | 1  | 17 | 73 | 6  | 20 |    |    |    |    |     |    | 47  |    |    |    |    |    |    |    |    |    |    |    |    |    |    |    |    |    |    |    |    |    |    |    |    |    |    |
| A     | Kodjia         | 90 | 28 | 90 | 84 | 59 | 90 | 89 | 90 | 89 | 90 | 90 | 90 | 120 | 78 | 120 | 90 | 83 | 90 | 90 | 90 | 90 | 90 | 87 | 90 | 90 | 90 | 90 | 90 | 82 | 90 | 90 | 54 |    | 90 | 74 |    |    | 75 | 88 | 90 |    |
| A     | Koubemba       |    |    | 25 |    |    |    |    |    |    |    |    |    |     |    |     |    |    | 2  | 7  |    | 1  |    |    |    |    | 4  | 4  | 13 |    | 2  | 4  |    | 90 | 20 |    |    | 72 | 15 | 2  | 22 |    |
| A     | M'Baye         |    |    |    |    |    |    |    |    |    |    |    |    |     |    |     |    |    |    |    |    |    |    | 3  |    |    |    |    |    |    |    |    | 36 | 19 | 4  | 16 | 75 | 18 | 8  | 16 | 9  | 65 |
| A     | M'Changama     |    | 62 |    | 6  |    | 17 | 1  | 69 | 84 |    |    | 85 | 45  |    |     |    |    |    |    |    |    |    |    |    |    |    |    |    |    |    |    |    |    |    |    |    |    |    |    |    |    |
| A     | Fall           |    |    |    |    |    |    |    |    | 6  | 39 | 32 | 58 |     | 28 | 30  | 9  | 7  |    |    |    |    |    |    |    | 6  |    |    |    |    |    |    | 11 |    |    |    | 15 | 90 | 82 | 74 | 68 | 25 |

### Équipe-type de la saison
Basée sur les temps de jeu des joueurs à chaque poste
| \| L'Hostis Ielsch Lybohy Mienniel (M'Bow) Mainfroi (Cirilli) Pouye Paul Puyo Lacourt (Puyo) Bazile Kodjia \| \| Capitaine de l'équipe \| L'équipe-type de l'Amiens SC lors de la saison 2012-2013 |
| L'Hostis Ielsch Lybohy Mienniel (M'Bow) Mainfroi (Cirilli) Pouye Paul Puyo Lacourt (Puyo) Bazile Kodjia                                                                                            |
| Capitaine de l'équipe |

### Buteurs
| Place | Joueur                | Poste     | Buts | Ch | CF | CL |
| ----- | --------------------- | --------- | ---- | -- | -- | -- |
| 1     | Joanthan Kodjia       | Attaquant | 10   | 9  | 1  | -  |
| 2     | Jonathan Lacourt      | Milieu    | 8    | 6  | 1  | 1  |
| 3     | Hervé Bazile          | Attaquant | 7    | 7  | -  | -  |
| 4     | Oumar Pouye           | Milieu    | 6    | 6  | -  | -  |
| 5     | Loïc Puyo             | Milieu    | 4    | 4  | -  | -  |
| 6     | Dieylani Fall         | Attaquant | 3    | 2  | 1  | -  |
| 7     | Hervé Lybohy          | Défenseur | 2    | 2  | -  | -  |
| 7     | Mass M'Baye           | Attaquant | 2    | 2  | -  | -  |
| 7     | Thomas Mienniel       | Défenseur | 2    | 2  | -  | -  |
| 10    | Marvin Baudry         | Défenseur | 1    | 1  | -  | -  |
| 10    | Romain Beynié         | Milieu    | 1    | 1  | -  | -  |
| 10    | Romain Ciaravino      | Milieu    | 1    | 1  | -  | -  |
| 10    | Oualid El Hajjam      | Milieu    | 1    | -  | 1  | -  |
| 10    | Kevin Koubemba        | Attaquant | 1    | 1  | -  | -  |
| 10    | Pape M'Bow            | Défenseur | 1    | 1  | -  | -  |
| 10    | Mohamed M'Changama    | Attaquant | 1    | 1  | -  | -  |
| 10    | Jordan Pierre-Charles | Défenseur | 1    | 1  | -  | -  |
| 10    | Yoann Touzghar        | Attaquant | 1    | 1  | -  | -  |

## Aspects socio-économiques

### Budget
Avant le début de la saison, Bernard Joannin, le président de l'Amiens SC, décide d'injecter un million d'euros supplémentaire dans le budget du club. Cette somme permet notamment d'éponger un déficit estimé à 350 000 euros. D'autre part, de nouveaux actionnaires réactivent le capital en injectant la somme de 1,5 million d’euros.

### Équipementier
Pour cette saison, l'Amiens change d'équipementier et passe de Kappa à l'entreprise allemande Adidas. Quatre tenue différents sont créées par l'équipementier : trois pour les joueurs de champ (une pour les matches à domicile, une pour les matches à l'extérieur et une troisième appelée third), et une pour les gardiens de but.
La tenue pour les matches à domicile est entièrement blanche avec les trois bandes de la marque Adidas de couleur dorée, tandis que la tenue pour les matches à l'extérieur est noire avec ces mêmes bandes dorées. La troisième tenue, appelée third, reprend les couleurs de la tenue spéciale créée lors de la saison précédente pour fêter les 110 ans du club. Le maillot est à dominante rouge avec les manches bleues, le short est bleu et les chaussettes sont rouges. La tenue pour les gardiens de but est quant à elle entièrement dorée.

### Sponsors principaux
Les partenaires principaux de l'Amiens SC pour cette saison sont Intersport, Crédit agricole, Carcept prev et Geodis Calberson. Intersport est le sponsor principal et a son logo apposé au milieu du maillot.

## Autres équipes
- Équipe réserve

L'équipe réserve de l'Amiens SC évolue pour cette saison en CFA 2, équivalent de la cinquième division, à la suite de son maintien dans cette division après sa 4e place dans ce championnat lors de la saison précédente. L'équipe est entrainée par Patrick Abraham, et dispute ses matches à domicile au stade Moulonguet.
- Équipe féminine

L'équipe féminine de l'Amiens SC évolue pour cette saison en Division 2. L'équipe évolue à domicile au stade de Montières.